# 泉州公交K307路
泉州公交K307路是中华人民共和国泉州市境内的一条公共交通线路，原名36路，全程15.4公里。起讫点为洛江公交场站至温陵公交首末站，运营时间为洛江公交场站：6:00-20:40；温陵公交首末站：6:50-21:40。

## 历史
- 2005年3月31日，泉州公交发展有限公司（公交集团前身）开通36路。初期运营区间为洛江科技园-清濛长途车站。初期运营时间为6:00-18:00。使用车辆为11路退下的13部星王ZA6780型汽油无空调公路客车。[1][2]
- 2007年4月30日，36路接手并更换自18（现K306路）退下的24部安凯HFF6882GK16型无空调柴油客车。
- 2007年8月3日，36路双向末班各延长1小时。洛江科技园延长至19:20、清濛长途车站延长至20:06分发出末班车[3]
- 2007年12月10日，因泉州大桥北桥头实行单向循环，36路往洛江科技园方向绕行温陵南路、宝洲街、田安南路至泉秀街后原线行驶[4]
- 2007年12月20日，因顺济新桥北桥头实行单向循环，36路往清濛长途车站方向改为途径义全西街、江滨北路至临漳门环岛后至原线行驶[5]
- 2008年2月25日，36路闽CY0569号车途径安吉路时与一辆满载化学物品甲苯的槽罐车相撞，造成11名乘客受伤[6]
- 2008年5月24日，因南迎宾大道进行人行地下道施工的影响，36路往洛江科技园调整为途径吉泰路、凤池路、池店、泉安北路（东山、安踏、环球、华洲水产批发市场）、桥南立交至兴贤路后原线行驶[7]
- 2009年初，36路所使用的安凯HFF6882GK16型因使用时间较长（2001年8月上路）、车辆品质较差而不同程度地出现车辆老化问题，乘客关于36路的车辆舒适度投诉猛增[8]，并最终促使泉州市政府下令泉州公交必须改善36路车况过差的问题。[9]
- 2009年10月1日，36路更换为24部大金龙XMQ6762NEG3型空调柴油客车。[10]。同日，36路末班延长至洛江科技园20:30、清濛长途车站21:40[11]
- 2010年11月，36路更换为24部福达FZ6106UF63型空调柴油客车，并于当月延伸至红星美凯龙始发终到
- 2011年3月11日，36路启用无人售票模式，票价不变。[12]
- 2012年7月2日，因坪山路改造后，36路途径坪山下穿道后难以停靠原有的泉州农校站点，泉州公交于农校天桥下方增设临时停靠点以方便36路停靠[13]
- 2012年7月8日，泉州大桥北桥头取消单向循环，36路取消途径温陵南路、宝洲街、田安南路。改为直行义全街、泉秀街[14]
- 2014年10月29日，36路更换为24部西虎QAC6100NG5-1型LNG空调客车[15]
- 2015年1月28日，应泉州市交通委关于《环泉州湾公交发展规划》的要求，泉州公交将36路更名为K307路
- 2015年9月15日，因北迎宾大道建设完成，K307（原36路）恢复原线行驶，取消停靠吉源小区站
- 2017年7月20日，K307路票价由分段计价¥3.0降为一票制¥1.0[16][17]
- 2018年5月2日，K307路接手并更换自45路退下的9部金旅XML6105JHEVG5CN2和自30路退下的4部XML6105JHEV85CN型插电式LNG气电混合动力空调公交车，并退下13部QAC6100NG5-1
- 2018年5月19日，K307路由清濛长途车站缩线至泉州汽车站始发终到，取消途经义全街、江滨北路、笋江大桥、兴贤路、南迎宾大道、德泰路。单向增加途经田安南路、宝洲街[18]。并更换1部XML6855JEVW0C、4部XMQ6802AGBEVL2，原配11部QAC6100NG5-1封存，配车数降至18部。
- 2019年6月14日，因与红星美凯龙停车场地问题协调无果，K307路自该日起取消途经红星美凯龙、万虹路、北迎宾大道，改为至公交洛江公司始发终到。运营时间、票价不变
- 2021年6月25日，因东星站站点位置迁移，原有北上方向东星站更名为山海路口站。受此影响自该日起K307路单向增加停靠本站。运营时间、票价不变。[19]
- 2022年1月1日，洛江公司调配K307路4部XMQ6802AGBEVL2至11路用以增加运能，同时再次启用4部闲置QAC6100NG5-1，配车数不变。
- 2022年3月16日，因疫情防控要求暂停中心市区范围内所有公交线路运营。K307路自当日首班起暂停运营至4月15日。[20]
- 2022年4月16日，K307路恢复运营。临时取消停靠浦西路口、刺桐路口、客运中心站南门、客运中心站东门、丰泽区行政服务中心、东星、埭头、海峡体育中心等站点，运营时间临时调整为洛江公交场站7:30-17:30、泉州汽车站7:30-18:30。[21]
- 2022年4月18日，K307路恢复停靠浦西路口、刺桐路口、客运中心站南门、客运中心站东门、丰泽区行政服务中心、东星、埭头、海峡体育中心等站，运营时间恢复为洛江公交场站6:00-20:40、泉州汽车站6:50-21:40[22]
- 2022年12月30日，因泉州汽车站已停止运营，自该日起原泉州汽车站更名为温陵公交首末站，泉州汽车站北门更名为泉秀街西段站。同日，因原丰泽区行政服务中心已搬离原址，丰泽区行政服务中心更名为妙云街口站。[23]
- 2023年11月3日，K307路闽CYC460号车于洛江公交场站出场运营时。因操作不当撞向场站围墙，致使该车前部损毁严重，场站围墙及店面亦遭到损毁。
- 2023年12月5日-6日，K307路更换6部金旅XML6885JEVP0C1型空调电动巴士，原配4部QAC6100NG5-1、4部XML6105JHEVG5CN2下线退役，配车数降为16部。[24]
- 2024年4月13日，因K607路增加运能需要。洛江公司抽调4部XML6885JEVP0C1至K607路，并互换3部XML6855JEVW0C、3部XMQ6802AGBEVL2至K307路。
- 2024年7月8日，因车型更换需要[25]，K307路原配4部XML6105JHEV85CN退役，配车数降至13部。
- 2024年11月，K307路接手并更换自旅游4（原K502路）退下的4部XMQ6802AGBEVL2、2部XML6855JEVW0C，原配5部XML6105JHEVG5CN2下线退役。

## 站点
| 路线 | 路线 | 路线 | 所在地区、街道 | 所在地区、街道 | 站点名         | 备注                     |
| ---- | ---- | ---- | -------------- | -------------- | -------------- | ------------------------ |
|      |      |      | 洛江区         | 安顺路         | 洛江公交场站   | 起讫站 原名 公交洛江公司 |
|      |      |      | 洛江区         | 安泰路         | 安泰路口       |                          |
|      |      |      | 洛江区         | 安泰路         | 万安农贸市场   |                          |
|      |      |      | 洛江区         | 万福街         | 首富商城       |                          |
|      |      |      | 洛江区         | 安达路         | 万源花苑       |                          |
|      |      |      | 洛江区         | 万荣街         | 洛江信和       |                          |
|      |      |      | 洛江区         | 万荣街         | 洛江区政府     |                          |
|      |      |      | 洛江区         | 安吉路         | 洛江交通局     |                          |
|      |      |      | 洛江区         | 安吉路         | 景明花园       |                          |
|      |      |      | 洛江区         | 安吉路         | 医高专         | 原名 五金城              |
|      |      |      | 丰泽区         | 安吉路         | 金凤屿路口     |                          |
|      |      |      | 丰泽区         | 安吉路         | 海峡体育中心   |                          |
|      |      |      | 丰泽区         | 安吉路         | 世界城东门     |                          |
|      |      |      | 丰泽区         | 安吉路         | 青莲寺         | 原名 浔美                |
|      |      |      | 丰泽区         | 安吉路         | 前头           |                          |
|      |      |      | 丰泽区         | 安吉路         | 埭头           | 五中城东校区             |
|      |      |      | 丰泽区         | 安吉路         | 东星           |                          |
|      |      |      | 丰泽区         | 安吉路         | 山海路口       | ↑                        |
|      |      |      | 丰泽区         | 安吉路         | 边防小区       | 原名 坪山洞东侧          |
|      |      |      | 丰泽区         | 坪山路         | 泉州农校       |                          |
|      |      |      | 丰泽区         | 坪山路         | 云谷工业区     |                          |
|      |      |      | 丰泽区         | 坪山路         | 妙云街口       | 原名 丰泽区行政服务中心  |
|      |      |      | 丰泽区         | 坪山路         | 客运中心站东门 |                          |
|      |      |      | 丰泽区         | 泉秀街         | 客运中心站南门 | 原名 沉洲路口            |
|      |      |      | 丰泽区         | 泉秀街         | 刺桐路口       |                          |
|      |      |      | 丰泽区         | 泉秀街         | 浦西路口       | 原名 海峡银行            |
|      |      |      | 丰泽区         | 泉秀街         | 泉秀街西段     | ↑ 原名 泉州汽车站北门    |
|      |      |      | 鲤城区         | 温陵南路       | 温陵公交首末站 | 起讫站 原名 泉州汽车站   |

## 票价
K307路计价方式为一票制，全程票价¥1.0。其中：
- 泉通卡普通卡9折，月票卡、敬老卡、爱心卡优惠功能有效
- 可使用泉城通APP及支付宝、云闪付、微信乘车码支付

## 配车
K307路配车数总计14部，其中：
- 金旅XML6885JEVP0C1  2部
- XML6855JEVW0C  6部
- 大金龙XMQ6802AGBEVL2  6部

- 星王ZA6780
（2005.3 - 2007.5）
- 安凯HFF6882GK16
（2007.5 - 2009.10）
- 大金龙XMQ6762NEG3
（2009.10 - 2010.10）
- 福达FZ6106UF63
（2010.10 - 2014.10）
- 西虎QAC6100NG5-1
（2014.10 - 2018.5 / 2022.1 - 2023.12）
- 金旅XML6105JHEV85CN
（2018.5 - 2024.7）
- 金旅XML6105JHEVG5CN2
（2018.5 - 2024.11）
- 金旅XML6855JEVW0C
（2018.5 - ）
- 大金龙XMQ6802AGBEVL2
（2018.5 - 2021.12 / 2023.11 - ）
- 金旅XML6885JEVP0C1
（2023.12 - ）

## 相关
- 泉州公交线路列表